# Agui
Agui (阿久比町?) è una cittadina giapponese della prefettura di Aichi.